# Meredith Gentry
Meredith Gentry ou Merry Gentry est le nom d'un personnage fictif créé par Laurell K. Hamilton, romancière de littérature fantastique américaine. C'est également de nom de la série qui met en scène ce personnage, deuxième série de l'auteur après celle d'Anita Blake.

## Biographie
Merry Gentry est une jeune femme de 33 ans vivant à Los Angeles depuis 3 ans.
Elle travaille comme détective privé spécialisé dans le paranormal pour l’agence d’investigations Grey. Mais Merry est en réalité une princesse sidhe de haute lignée : Meredith NicEssus est la fille d’Essus, prince Unseelie et frère de la reine Unseelie, et de Besaba, Seelie de la lignée royale. 
Elle a des cheveux entre le rouge et l’auburn de la couleur du rubis, des yeux de trois couleurs : deux tons de vert et un ton d’or.
C'est la première princesse sidhe à être née sur le sol américain, fruit d’un mariage arrangé, elle n’est pas totalement sidhe et possède en elle une part brownie et une part humaine, ce qu'on n’aura de cesse de lui reprocher. Plus petite que la moyenne (1,52 m) elle a aussi plus de formes que les femmes sidhes de manière générale mais elle possède un des glamours (pouvoir lui permettant de changer son apparence et celles des autres à volonté) les plus puissants.
Si elle intéresse peu sa mère, son père l’adore et n'hésite pas à quitter la cour Unseelie pour la mettre en sécurité après que sa sœur, la reine Andais, ait essayé de la noyer alors que Merry n'avait que six ans.
Il accepte de la fiancer à Griffin, un sidhe de la cour Unseelie. Et si Meredith est très amoureuse de lui, la réciproque n’est pas vraie et il commence à la tromper. Après 5 ans d’une relation infructueuse, ils n’ont pas réussi à enfanter. Griffin la quitte.
Merry sait qu’elle ne peut plus compter que sur elle-même à la suite de la mort de son père et de sa rupture avec Griffin, les autres sidhes essayant de se débarrasser d’elle à travers des duels. Elle comprend qu’ils vont finir par la tuer car, contrairement à eux, elle n’est pas immortelle et aucun pouvoir ne s’est pas réveillé en elle.
Devant cette situation, elle décide de s'enfuir de la cour qui est située dans l'Illinois pour Los Angeles.
Mais lors d’une enquête, son pouvoir sont malencontreusement révélés aux autres. Merry découvre qu'elle détient "La Main de Chair", qui réduit en bouillie ses rivaux. Elle s’enfuit mais la Reine Andais a envoyé Sholto, le roi de la cour des sluaghs, pour la récupérer. 
Sholto la ramène alors à la cour, devant la terrible Andais.
Meredith va avoir la surprise de sa vie. Loin de lui reprocher sa conduite, sa tante va lui proposer un marché : elle montera sur le trône de la cour Unseelie à condition qu’elle tombe enceinte !  
Pour cela, Andais la met en concurrence avec son propre fils, Cel, qui déteste Meredith.  
Le premier des deux qui aura un enfant sera Roi ou Reine de la cour Unseelie… 
Pour trouver un père, elle a à sa disposition les gardes de la Reine elle-même, à condition que ceux-ci soient fertiles (ce qui est déterminé par une bague de fertilité que la Reine a donnée à Meredith). 
Bientôt, elle se retrouve avec Doyle, Frost, Galen, Rhys...Et d'autres...

## Le monde
Le récit se passe dans un monde contemporain fantastique ou l'existence des feys est connue de tous depuis un certain temps. Il faut noter que le peuple des feys compte de nombreuses espèces. Les demi-fées, petites feys ailées (comme la fée clochette) ne sont en réalité qu'une sorte de fée. L'espèce qui la plus représentée est celles des Sidhes (la plupart des personnages secondaires étant Sidhe, totalement ou en partie) mais on peut tout de même avoir un aperçu de nombreuses autres espèces (Selkie, Sorcière, Brownie, Gobelins et Trow entre autres)  voir de "créatures" uniques comme le carrosse noir, véhicule (qui a pris il y a plusieurs années la forme d'une belle voiture noire) qui a traversé les âges sous différentes formes et semble doué d'une vie et d'un esprit propres. Il existe de nombreuses sortes de magies, qui diffèrent pour chaque être, mais la magie la plus commune, très polyvalente souvent utilisée par les Sidhe est nommée le Glamour.
Le monde des fées est dirigé par deux cours principales : Celles des Sidhes.
Il y a la cour Seelie (dirigée par le Roi Taranis) et la cour Unseelie (dirigée par la Reine Andais) et de plusieurs cours secondaires comme celles des gobelins, demi-fées ou des Sluaghs qui, même si elles sont des cours à part entière, dépendent de l'autorité de la cour Unseelie. Chaque cour a donc un roi ou une reine et les luttes de pouvoirs sont monnaie courante autant entre les courtisans au sein des cours qu'entre les cours elles-mêmes. Les deux cous principales représentent chacun un concept différent, ainsi, la cour Seelie représente la lumière et la beauté solaire tandis que la cour Unseelie représente l'ombre et les cauchemars. Il faut tout de même noter que cette vision n'est en aucun cas manichéenne, les feys étant bien antérieures aux concepts judéo-chrétien, elles ne sont pas mauvaises ou bonnes par natures mais beaucoup plus des êtres à part entière, possédant des qualités, des défauts et des pouvoirs très personnels, certains même étant vénérées jadis comme des divinités. Ainsi, les membres de la cour Seelie même s'il sont sublimes et rayonnants sont souvent aussi extrêmement élitistes, prétentieux et cruels.
Ainsi donc, si les feys possèdent leur propre hiérarchie, elle n'en doivent pas moins respecter les lois humaines de leur pays de résidence, dans le cas présent les lois américaines, qui limitent l'utilisation des pouvoirs féeriques pour éviter l'abus. Il est par exemple interdit aux Sidhe de pousser les humains à leur vouer un culte. Il est par ailleurs fait allusion très rapidement aux lois européenne qui auraient poussé de nombreuses feys à quitter l'Europe pour les États-Unis.

## Romans
La série a été rebaptisée Merry Gentry lors de sa réédition chez J'ai lu.
1. Le Baiser des ombres, Fleuve noir, collection Fantasy n° 5838, 2003 ((en) A Kiss Of Shadows, 2000)Réédité chez Pocket en 2003 puis chez J'ai lu en 2010
2. La Caresse de l'aube, Fleuve noir, coll. Rendez-vous ailleurs, 2004 ((en) A Caress of Twilight, 2002)Réédité chez J'ai lu en 2010
3. L'Éclat envoûtant de la Lune, J'ai lu, 2010 ((en) Seduced by Moonlight, 2004)
4. Les Assauts de la nuit, J'ai lu, 2010 ((en) A Stroke of Midnight, 2005)
5. Sous le souffle de Mistral, J'ai lu, 2011 ((en) Mistral's Kiss, 2006)
6. L'Étreinte mortelle, J'ai lu, 2011 ((en) A Lick of Frost, 2007)
7. Les Ténèbres dévorantes, J'ai lu, 2011 ((en) Swallowing Darkness, 2008)
8. Péchés divins, J'ai lu, 2011 ((en) Divine Misdemeanors, 2009)
9. Frisson de lumière, J'ai lu, 2015 ((en) A Shiver of Light, 2014)